# No More Tears (Enough Is Enough)
Singles de Barbra Streisand et Donna Summer
The Main Event / Fight
(1979) Kiss Me In the Rain
(1980)
Singles par Donna Summer
Dim All the Lights
(1979) Never Lose Your Sense of Humor
(1979)
No More Tears (Enough Is Enough) est un duo de Barbra Streisand et Donna Summer issue de leurs albums respectifs Wet et On the Radio: Greatest Hits Volumes I & II. Elle sort en single en octobre 1979 sous le label Casablanca Records.

## Performance dans les hits-parades
| Classement (1979)                          | Meilleure position |
| ------------------------------------------ | ------------------ |
| Allemagne (Media Control Charts)           | 31                 |
| Autriche (Ö3 Austria Top 40)               | 16                 |
| Belgique (VRT Top 30)                      | 14                 |
| Canada (RPM Singles Top 100)               | 2                  |
| Irlande (Irish Recorded Music Association) | 7                  |
| Norvège (VG-lista)                         | 3                  |
| Nouvelle-Zélande (RMNZ)                    | 7                  |
| Pays-Bas (Nederlandse Top 40)              | 20                 |
| Royaume-Uni (UK Singles Chart)             | 3                  |
| Suède (Sverigetopplistan)                  | 1                  |
| Suisse (Schweizer Hitparade)               | 11                 |
| États-Unis (Hot 100)                       | 1                  |
| États-Unis (Adult Contemporary)            | 7                  |